# Јелена Шантић
Јелена Шантић (Београд, 18. јул 1944 — Београд, 18. март 2000) била је српска балерина, теоретичарка балета и мировна активисткиња.

## Детињство и младост
Јелена Шантић рођена је 1944. године у београду као Јелена Јовановић. Њена мајка Татјана Јовановић, рођена Лукашевич (пољ. Lukaszewicz), била је руско-пољског порекла. Отац Миливоје Јовановић, правник, у време њеног рођења био је заточен у Бањичком логору, све до распуштања логора.
Основну школу „Алекса Шантић” Јелена је завршила у Београду и истовремено започела учење балета у Градској балетској школи Смиљане Мандукић. Од 1954. до 1962. похађа Средњу балетску школу, касније названу „Лујо Давичо”, код професорки Соње Ланкау и Тилке Језершек (Олге Јаковљевић). У међувремену је 1960. најпре уписала Четрнаесту београдску гимназију коју је похађала три године, а потом завршила Музичку гимназију. Током лета, по завршетку гимназије, била је на специјализацији у Монте Карлу код професорке балета Марике Безобразове, а потом у Кану наставила школовање у Интернационалној школи Розеле Хајтауер (Rosella Hightower). У Ници је похађала курс код познатог украинског кореографа Сержа Лифара (Serge Lifar).
Из 1960. сачуван је исечак из новина са првом критиком, нажалост без података (J.-M. Brosset, Initiation à la danse avec Rosella Hightower) поводом гала концерта Школе Розеле Хајтауер у канском Grand Théatre-у, у сали са 2.000 места који је припремила Maison de la Culture са чувеном трупом звезда балета Маркиза де Кјуеваса (Marquis de Cuevas). Она је играла у другом делу у Pas de quatre на музику Пуњија (Pougni) у кореографији Антона Долина (Dollin). Поред Јелене играле су Мајина Гилгуд (Maina Gielgud), Жаклина Демен (Jacqueline Demin) и Врени Верина; за све њих је написано да су показале „изванредну лакоћу, грациозност и сјајну поставку”, а цео спектакл је квалификован највишим оценама.
1962.
Као ученица седмог разреда гимназије (садашњи трећи разред!) снимила филм Звиждук у осам (са Ђорђем Марјановићем и Јованком Бјегојевић, режија Сава Мрмак, сценарио Гордан Михић, Љубиша Козомара и М.М. Ланго, музика Дарко Краљић).
1969.
Удаје се за глумца Гојка Шантића.

## Балетска каријера
Балетско образовање завршила је у Средњој балетској школи у Београду, након чега постаје члан Балета Народног позоришта у Београду. Током каријере примабалерине, одиграла је велики број улога првог фаха, што класичног, што модерног репертоара. У сећању публике и критике остаће запамћене њена Жизела, Одилија, Вила Јоргован, Настасија Филиповна, Јулија и друге.
Почиње каријеру у Народном позоришту у Београду, најпре са мањим, а затим са великим и главним улогама класичног и модерног балетског репертоара.
1963. Добија стални ангажман у Балету Народног позоришта у Београду. Игра први соло, Вилу Пролећа на премијери балета Пепељуга.
1965. Никола Рајић снимио филм Кораци балета, који је приказан у Кану децембра: Јелена игра једну од водећих улога.
1966. Игра Добру вилу у балету Весела прича. У представи Вече класичног балета игра улогу Гамзати у фрагменту из балета Бајадера. Партнер јој је био Владимир Логунов.
1967. 4. маја на премијери опере Манон Леско повредила је ногу; одлази на опоравак.
1968. 18. фебруара Концерт у Музеју савремене уметности, поводом затварања изложбе Трећа деценија – конструктивна уметност, играла на музику Игора Стравинског са Владимиром Логуновим. Осмог јула на премијери Зачаране лепотице игра Вилу Јоргован. Тринаестог октобра први пут наступа у улози краљице вила Мирте у Жизели: то је улога коју је најзрелије припремала са примабалерином Вером Костић, можда највише волела, играла скоро 20 година и за њу добијала најбоље критике.
1970. Седамнаестог маја, на првој репризи Лабудовог језера, у кореографији Димитрија Парлића, играла технички сложену улогу у Pas de trois из I чина и Валс невеста из III чина. Двадесетдеветог октобра игра Валс у балету Силфиде Фредерика Шопена.
1972. Деветог јануара наступа у насловној улози Жизеле. Партнер јој је Радомир Вучић. Седмог септембра I програм ТВ Београд емитује получасовну балетску емисију "Први концерт" редитеља Арсе Милошевића о Јелени Шантић, младој солисткињи Балета Народног позоришта. Двадесетпрвог децембра премијера представе "У баштама Гранаде". Игра са Душаном Трнинићем, који ради и кореографију; Лоркину поезију рецитује Ксенија Јовановић на шпанску музику. Била је то једна од најпосећенијих и најпопуларнијих представа; следи велики број гостовања. Представа је добила награду Народног позоришта и награду Позоришне комуне.
1972/73. и 1973/74 Одлази на усавршавање у Москву код чувене балерине и педагога Марине Семјонове.
1973. Јуна Други програм ТВ Београд емитује "Епитаф Кир Стефану Србину" редитеља Александра Мандића; аутор музике, према средњовековној српској музици, био је Војислав Симић, а кореограф Душан Трнинић. Главна балетска улога била је поверена Јелени Шантић.
1974. Игра Уличну играчицу у балету "Дон Кихот" кореографа Дорис Лејн (Doris Laine). У Половецком логору у опери "Кнез Игор" игра Половецку девојку. Седмог маја Први програм ТВ Београд емитује получасовну балетску емисију "Макар Чудра" редитеља Саве Мрмка, у кореографији Миљенка Викића, на музику симфонијске поеме Петра Коњовић; либрето је рађен према приповеци Максима Горког. Јелени је поверена улога Циганке Раде. Партнер јој је био Радомир Вучић. Овај ТВ балет гостовао је на Међународном телевизијском фестивалу у Прагу. За ТВ Београд снима балет "Немири" у кореографији Душана Трнинића, на музику Цезара Франка. Редитељ је Арса Милошевић. Шантићева учествује са ансамблом Балета Народног позоришта.
1975. Игра грофицу Бетси у балету "Ана Карењина".
1976. Тридесетог јануара наступа по први пут у улози Одилије у "Лабудовом језеру" са партнером Радомиром Вучићем. Наступа први пут у Сељачком pas de deux-у у балету "Жизела" са партнером Александром Израиловским.
1977. У мају II програм ТВ Београд емитује балет "Флуиди" сценаристе и редитеља Петра Теслића, у кореографији Темире Покорни, на кореографску симфонију Растислава Камбасковића. Главне улоге поверене су Јелени Шантић и Боривоју Младеновићу. Тридесетог септембра премијера балета "Las passiones" на музику Ноћи у шпанским вртовима Мануела Де Фаље. Идеја и кореографија Душан Трнинић, игра са Соњом Вукићевић, Радомиром Вучићем, Душаном Симићем и балетским ансамблом.
1980. Једанаестог фебруара игра соло партију у балету "Силфиде", у кореографској поставци Жарка Пребила.
1981. У балету Циганска поема (Макар Чудра) кореографа Темире Покорни игра Раду. Првог октобра на премијери балета "Хофманове приче" кореографа Питера Дарела (Peter Darrell) игра Ђулијету.
1982. Деветог јуна друга премијера балета "Пер Гинт" на музику Едварда Грига, где игра Асе у кореографији Михаеле Атанасиу. Пер Гинта игра Душан Симић.
1983. Снима за ТВ "Месечеву сонату" Лудвига ван Бетовена; редитељ је Милан Пеца Николић, кореограф Владимир Логунов.
1984. Током пролећа, априла-маја боравила је на студијском путовању по САД где је упознала модерне аспекте игре.
1985. Десетог јануара у Народном позоришту са улогом Асе у балету "Пер Гинт" прославља Двадесет година уметничког рада; штампан посебан проспект/програм са текстом Милице Јовановић и плакат. 23. и 24. марта на Сусретању југословенских балетских уметника у Љубљани представила се са кореографском минијатуром Владимира Логунова Докле досеже моја рука.
Уписује студије педагогије и кореографије на Академији драмских уметности у Београду; руководи тимом за реформу балетског школства, када је први пут код нас уведен смер модерне игре; ради и на оснивању Више и Високе школе за балетске уметнике.
Почиње да се бави теоријом, историјом и критиком балета. Први текст објављен је у Политици 1. децембра под називом "Балетска професија трпи".
1986. Десетог маја премијера Настасје Филиповне; адаптација Анџеја Вајде (Andrzej Vajda) романа "Идиот" Фјодора М. Достојевског; драматуршка обрада и режија Мире Ерцег, сценограф Снежана Петровић, костимограф Љиљана Драговић, кореограф Владимир Логунов, музика Ивана Стефановић. Јелена Шантић игра са Предрагом Ејдусом и Данилом Лазовићем – последња велика улога са којом је завршила играчку каријеру. За ову улогу добила је награду Народног позоришта.

## Кореографије и сценски покрет за драмске представе
1987. Првог јула премијера Сангсаут / Крвоскок Антонена Артоа, поред кореографије - гра Балијску и Индијску игру (редитељ Харис Пашовић, драматург Ирина Гилић), за Позориште промена које је покренуло Лабораторију "Аргус паноптес" - театарска антропологија, Академија уметности, Нови Сад - учествују на YУ фесту – Котор-арт јула 1987), играно у напуштеним магацинима на Дорћолу. Десетог октобра премијера "Думанске тишине" Слободана Шнајдера, режија Мира Ерцег, за Српско народно позориште, Нови Сад
1988. Шеснаестог априла премијера "Baal" Бертолда Брехта, режија Едуарда Милера, за Југословенско драмско позориште. Деведесетчетврти мај "Из живота кишних глиста" Пер Улова Енквиста, редитељ Ивана Вујић, за Атеље 212, Београд, (сценографија и костими Милена Јефтић Ничева Костић, графички дизајн Душан Оташевић); Двадесеттрећи јун "Богојављенска ноћ" Виљема Шекспира у режији Иване Вујић, Продукција Народног позоришта "Стерија" у Вршцу. Осамнаестог октобра "Балканке" (на основу Еуриподових „Алкестида”), режија Мире Ерцег, за Зеничко народно позориште; она прави избор музике и ради кореографију;
1989. Седмог септембра "Дибук" Ш.А. Ан-ски, режија Едуарда Милера, за Југословенско драмско позориште, Београд. Десети новембар “Орестија” Есхила - трилогија Агамемнон, Хоефоре, Еумениде (редитељ Мира Ерцег, Јелена Шантић ради кореографију и сценски покрет, сценографија Миодраг Табачки, костими Љиљана Драговић) - прва. премијера драме / прва представа у обновљеној згради Народног позоришта
1990.
18. фебруар “Војвоткиња од Малфија” Џона Вебстера у резији Иване Вујић. Сценограф Миодраг Табацки, костимограф Милена Јефтић-Ницева-Костић. Композитор Ивана Стефановић, кореограф Јелена СШантић. Продукција Народног позоришта у Београду
1998.
"Мамац" Давида Албахарија, режија Мира Ерцег, за Народно позориште, Београд, главне улоге: Ксенија Јовановић, Раде Марковић, Тихомир Арсић.
1999. Двадесеттрећег августа "О Немачкој" Б. Брехта, Х. Броха, Циселдрофа и Х. Аренд, режија Ана Миљанић, за Центар за културну деконтаминацију / Павиљон Вељковић, Београд, дизајн представе Бранко Павић. Последња представа коју је Јелена Шантић радила
"Мачка на усијаном лименом крову"
"Екстаза смрти – Folie à deux"
"Избирачица"

## Кореографије за филмове
1987 Већ виђено, редитељ Горан Марковић
1992 Тито и ја, редитељ Горан Марковић

## Кореографије за балете
1981 Либрето за балет Макар Чудра
1992 Либрето и кореографија за балет Изадора (Исидора Данкан) приказан на БИТЕФ-у под ембаргом у Атељеу 212, за који је добила посебну награду за најуспешнији културни пројекат у 1992; музика Ивана Стефановић, костим Ангелина Атлагић, сценографија Бојана Ристић и Миливоје Стојановић, играли Ашхен Атаљанц и Константин Костјуков. Представа није била на репертоару; костими се чувају у Народном позоришту у Београду.
Са Лидијом Пилипенко написала либрето за балет "Изгубљени рај". Радила на међународном балетском пројекту о љубави и смрти, на музику Соркочевића, Петра Коњовића и Иване Стефановић, у сарадњи са париском Опером и миланском Скалом 1990 (неостварено).

## Гостовања
Гостовала са Београдским балетом је у многим великим градовима Европе (Париз, Копенхаген, Лозана, Москва, Палермо, Мадрид, Барселона, Берлин, Дрезден, Будимпешта), затим у Канади (Квебек), Ирану (Техеран) и др. као и по многим градовима бивше Југославије: у Загребу, Сарајеву, Љубљани, Сплиту, Новом Саду, Котору, Врању, Крушевцу, Тузли, Зеници, Мостару, Суботици,... Као културни посленик и као мировни активиста такође је путовала широм Европе: Холандија, Швајцарска, Италија, Француска, Немачка, Аустрија, Велика Британија, Тунис, Португалија, Белгија, Шпанија, Мађарска, Данска, Норвешка, Грчка, Турска, Русија, САД, Мексико.

## Теоретски рад
Након престанка балетске каријере, која је трајала 25 година, и током које је била ангажована у готово свим најзначајнијим представама Балета Народног позоришта у Београду, посветила се теорији балетске уметности. Написала је велики број стручних чланака, балетских критика и две монографије. Прва је посвећена Душану Трнинићу – једном од највећих српских балетских играча. Друга књига посвећена је Маги Магазиновић – првој Српкињи која се бавила модерним покретом – нажалост, није сачекала да ова књига угледа светло дана.
Теоријски и критичарски рад:
Од 1985. почиње да се бави теоријским радом, објављује студије и критике у часописима и новинама у земљи и иностранству (Театрон, Orchestra, Српска академија наука и уметности, UNESCO-CID, Међународни центар за славистичке студије, La Nouvelle Danse, Политика, Време, НИН, Политика Експрес, Наша Борба, Република и др.). Године 1997, поводом 75-годишњице београдског Балета, објавила је велику монографију о Душану Трнинићу (издање Народног позоришта, Београд), а постхумно је штампана књига "Мој живот" Маге Магазиновић коју је она приредила (издање Clio, Београд, редакцију завршила Марија Јанковић). Уп. Библиографију радова Ј. Шантић
Рад на историји балета:
За Телевизију Београд припремила ауторску емисију "Историја руског балета" 1986. започела рад на серији о историји српског балета (материјал наставља да обрађује Марија Јанковић).
Рад на балетској педагогији:
1985 Студије педагогије и кореографије на Академији драмских уметности у Београду
1989/90 Предавала класичан балет у Балетској школи "Лујо Давичо"

## Улоге у Народном позоришту
1963 Пепељуга - Вила Пролећа
1964 Жизела - Вила Пратилица
1966 Весела прича - Добра вила
Бајадера - Гамзати
1968 Зачарана лепотица - Вила Јоргован
Жизела - Мирта
Ромео и Јулија - Крчмарица
1969 Ромео и Јулија - Дама на балу
1970 Лабудово језеро - Пас де троис - први чин, Валс невеста - трећи чин
Силфиде - Валс
1972 Жизела - Жизела
У баштама Гранаде
1974 Дон Кихот - Улична играчица
Половецки логор - Половецка девојка
1975 Ана Карењина - Грофица Бетси
Симфонија Ц - први, трећи, четврти став
1976 Лабудово језеро - Одилија
Жизела - Сељачки пас де деуx
1977 Шчелкунчик /Крцко орашчић - Кинеска лутка, Ђаволица
1979 Las passiones
1980 Копелија - Градоначелница
Силфиде - Валс
1981 Макар Чудра - Рада
1982 Хофманове прице - Ђулијета
1983 Пер Гинт - Асе
1986 Настасја Филиповна
1987 Крвоскок - Балијска и Индијска игра
Телевизијске балетске емисије:
1972	Први концерт
1973	Епитаф Кир Стефану Србину
1974	Макар Чудра Немири
1977 Флуиди
1984	Месечева соната

## Чланство у стручним удружењима, редакцијама, жиријима
-	ЦИДД/Цонсеил Интернатионал де ла Дансе при УНЕСЦО-у, Париз
-	ЕЛИА/Еуропеан Лигуе оф Институтес оф Артс, Амстердам
-	Данце Хисторy Сцхоларс, Њујорк
-	УБУС / Удружење балетских уметника Србије
-	Била је члан уређивачког одбора часописа Пацифиц (гл. уредник Слободан Благојевић, изашла 2 броја).
2001. маја у Народном позоришту одржана премијера представе Балканска пластика на основу књиге Мој живот Маге Магазиновић, у адаптацији и режији Иване Вујић - посвећена Јелени.
Дана 16. јуна. у Бетон Хала театру – Задужбини др Стеве Милосављевића, Београд, Марија Маша Кртолица приредила вече посвећено Јелени: Преображаји - сенка и одсјај; сама је радила кореографију и режију и играла; користила је фрагменте Јелениних текстова и њене фотографије у слајд пројекцији; музику је приредио Иван Деспић, користећи Перголезијеву Стабат Матер; костим је радио Предраг Вукашиновић, а сценографију Александар Анђић.
Дана 10. децембра, на Дан људских права, први пут је свечано додељена награда Јелена Шантић, за најбољу рецепцију филмова о људским правима; говорили су Мира Оташевић, иницијатор награде и организатор фестивала филмова о људским правима, др Александра Јовићевић, помоћник министра за културу и Милан Влајчић, филмски и књижевни критичар. У име награђених захвалили су се председник општине Ивањица и награђени млади активиста Владан Аврамовић (који је наставио свој ангажовани посао на изградњи грађанског друштва у Групи 484).
2002.
Дана 24. октобра, захваљујући пре свега ангажовању Холанђанина Ханс Спулстре (Ханс Споелстра), социјалног радника, члана ПДС и оснивача Групе 485, Скупштина берлинске општине Хелерсдорф-Марцан (Хеллерсдорф-Марзахн) одлучила је да се Парк, у којем је Шантићева говорила маја 1999. године за време НАТО бомбардовања и у којем је ставила прве цветове за знак мира, назове њеним именом.
2003.
Дана 8. марта Женска мировна група (ЖМИГ) из Панчева организовала је Месец женске историје: у оквиру пројекта Жене мењају историју симболично је Трг Слободе у Панчеву преименован у Трг Јелене Шантић и приређена је изложба у Народном музеју у Панчеву посвећена истакнутим женама којима би требало посветити улице и тргове. Међу њима је представљена и Јелена Шантић.
Дана 22. марта у 14 часова свечано проглашен Јелена-Шантић-Фриеденспарк у Берлину -
Хелерсдорф-Марцан, у организацији Безирксамтес Марзахн-Хеллерсдорф и Групе 485; у програму су учествовали: Др Уве Клет (Уwе Клетт), градоначелник Марцахн-Хелерсдорфа, Милован Божиновић, амбасадор Србије и Црне Горе у Немачкој, Весна Голић, руководилац Групе 484, проф.др Хајнрих Финк (Хеинрицх Финк), бивши ректор Хумболтовог универзитета, Ханс Спулстра, који компоновао песму посвећену Јелени и певао је и свирао на свечаности, Ирина Суботић, затим камерни хор и оркестар Гимназије Wилхелм вон Сиеменс; своје стихове »Хинсетзен, Фрессе халтем« читао је члан Групе 485 – Рајнхард фон Штефи (Реинхард вон Стеффие).

## Борба за мир
Од почетка ратног вихора на просторима бивше Југославије, иако тешко оболела, Јелена Шантић се борила за мир, и свесрдно помагала избеглицама. Била је један од оснивача Центра за антиратну акцију и Групе 484. Није пропуштала ни једну сесију Београдског круга.
Током рата је, иако оболела од неизлечиве болести, доста путовала по ратом захваћеним подручјима и помагала избеглицама, и ратом исцрпљеном становништву. Највише пута је била у Пакрацу.
1991.
Она је један је од оснивача Центра за антиратну акцију у Београду и Европског покрета у Србији; са Женама у црном покретала је многе мировне активности и демонстрације, успостављала везе са колегама и пријатељима у време рата у Вуковару и Дубровнику.
Од почетка 90-тих година учествовала у раду сесија Београдског круга и Београдског антиратног маратона; била гост многих миротворних организација у Немачкој, Француској, Холандији, Италији, Норвешкој, Аустрији, Русији.
Октобра учествовала на конференцији Европске лиге Института уметности - ЕЛИА у Будимпешти и у свом наступу залагала се за мир.
1992.
Са караваном пацифиста путује у Тузлу.
1993.
Октобра је била на мировном путовању и држала говор у логору Вестенброк у коме су током Другог светског рата страдали холандски Јевреји. Њен говор је штампан у Републици.
Дана 1. новембра је била један од оснивача Моста, удружења за сарадњу и посредовање, у оквиру којег је покренула, заједно са психологом Тањом Кецман, пројекат Пакрац посвећен нормализацији живота у Западној Славонији; реализовала је међународну помоћ, била у сталном контакту са Вељком Џакулом из Фонда за развој Општине Пакрац и организовала продају плетених ствари жена из Пакраца у београдском бутику Плус на Булевару Револуције.
1994.
Од 11. до 14. јануара заједно са Тањом Кецман борави у Пакрацу.
Фебруара преко Центра за антиратну акцију обезбедила је за дечије болнице, за болнице за ментално болесне и ретардиране особе у Пакрацу помоћ коју су углавном упутили из Холандије Ана и Вибе Блак (Анна, Wиебе Блаак). Пријатељска сарадња са њиховим Стицхтинг Wеркомите воомалиг Јоегославие те Стеенwијк ен wијде омгевинг (Фоундатион WВЈС- који је део националне организације Лопенд Вуур) била је дугогодишња и врло плодотворна.
Од 26. априла до 5. маја боравила као гост холандског WВЈС: у Мепелу учествовала у међународним радионицама посвећеним догађајима у Југославији, посетила мировне и женске групе, обезбедила помоћ за децу Пакраца, организовала на штанду продају производа из Пакраца, говорила на фестивалу у Асеену посвећеном обележавању победе над фашизмом; у Тилбургу присуствовала раду Зелене партије, у Амстердаму у Музеју Анне Франк договарала о презентацији два наслова: Ружно лице национализма (Углy фаце оф Натионалисм) и Деца и рат (Цхилдрен анд Wар).
1995.
Оснива НВО Група 484 која ради на помоћи избеглицама, а данас представља најрелевантнију организацију цивилног друштва за питања миграција, миграната, интеграције и других важних питања.
Интензивно пружала помоћ избеглицама из Хрватске током операције »Олуја«; организовала заједно са девојкама које су избегле из Хрватске Групу 484 која је прерасла у једну од најорганизованијих невладиних асоцијација за хуманитарну помоћ и изградњу цивилног друштва.
Од 12. до 24. септембра боравила у Холандији – у Мепелу, Утрехту, Хилверсуму, Волвегу, Гронингену, Удехаскеу, Јуреу, Хагу, Вагенингену, Тилбургу, Силу,: сусретала Југословене који тамо живе, женске и мировне групе, чланове СWВЈ, држала говор за време Тихог марша (Силент Марцх) о женама и насиљу у ратним временима; присуствовала свечаном отварању Недеље мира, била у контакту са Wилде Ганзен, посетила школу и избеглице из Босне, говорила на трибини Тхе отхер неwс фром формер Yугославиа, на састанку са сарадницима Wар Трибунал-а и обезбедила помоћ за избеглице и Пројекат Пакрац. Из Холандије је отпутовала за Москву, на конгрес о мултикултуралним друштвима.
1996.
Новембра. организовала у Београду Округли сто о ситуацији у Источној Славонији и Барањи годину дана након „Олује” са учешћем мировних група из Хрватске и Југославије.
Дана 23. новембра у Грацу јој је Међународни католички мировни покрет доделио награду Паx Цхристи Интернатионал – за мир и за »спровођење идеала тог покрета«. Истовремено награду су добили и Фрањо Комарица, бискуп Бањалучки, Хаџи Ибрахим Ефенди Халиловић, муфтија Бањалучки, Гордана Стојановић из Мировног фонда Кардинала Алфринка из Источне Славоније.
Неуморно учествује у студентским демонстрацијама током целе зиме; студентима доноси храну и топле напитке.
1998.
Дана 5. јуна са глумцем Тихомиром Арсићем била је на сусрету са албанским студентима глуме професора Енвера Петровција у Приштини.
1999.
Радила на организацији помоћи избеглицама са Косова.
Од 8. до 18. маја – за време бомбардовања Југославије - боравила је Берлину на позив парламентарне групе ПДС-а поводом обележавања дана победе над фашизмом и поводом реаговања на рат у Југославији: 8. маја је говорила на демонстрацијама у центру Берлина, а 9. маја – у предграђу Берлина Хелерсдорфу, у Парку мира који ће од марта 2003. носити њено име; била на састанку са потпредседником Скупштине града Мартином Михелисом (Мицхелис) и женама из парламентарних странака; водила разговоре са члановима ПДС-а и Фондацијом Роза Луксембург; присуствовала у Деутсцхес Тхеатер-у читању антиратних текстова и поезије; водила дискусије у Антиратном музеју.
Од 4. до 5. децембра требало је да држи уводно излагање са темом »Социјално-економска слика Србије и њен утицај на опште стање у друштву« на Округлом столу Невладине организације и политика – пут до промена, у организацији Друштва за толеранцију у Бачкој Паланци. Њен текст је на скупу прочитала Весна Голић: због здравственог стања морала је да одустане од путовања.
2000.
Фебруара-марта интензивно је радила на позивању грађана да изађу на изборе; лепила са члановима Отпора плакате на Врачару, и налепнице са мировним порукама и поруком Готов је по центру града
Дана 15. марта у Центру за културну деконтаминацију / Павиљону Вељковић у Београду. говорила је на комеморацији Константину Обрадовићу, којег је необично ценила.
Дана 18. марта је преминула у свом стану у ул. Ивана Милутиновића (Књегиње Зорке) бр. 86..

## Јеленина размишљања
Ја сам своје очајање и ужас преточила у конкретан рад против мржње, национализма, шовинизма, парафашизма и насиља...
... Почетак рата сам доживела као колапс културе и наше цивилизације...

## Сећање на Јелену Шантић
2003 — Историјски архив Београда примио је 2003. године од породице документа о животу и раду Јелене Шантић. Седамнаест кутија Легата садрже лична документа, бележнице, рукописе и штампани материјал, фотографије, плакате, исечке из штампе, документа антиратне делатности, писма, телеграме, видео и аудио касете, Јеленине личне ствари и др. Распон грађе: 1951—2003. године.
2003 - Берлински Парк мира добија Кутак Јелене Шантић, на трогодишњицу њене смрти. На том месту је, већ веома тешко оболела, за време НАТО-агресије на њену отаџбину одржала говор против насиља
2005 — Београдски Неимарски парк добија име Парк мира Јелена Шантић
2005 - На иницијативу професора др Војина Димитријевића, НВО Група 484 оснива Фонд Јелена Шантић, који ће 2012. године променити име и од тада се назива Фондација Јелена Шантић
2005 - Излази монографија „Јелена Шантић“ у којој су њене колеге и пријатељи изнели њен животни пут, и помогли да је отргну од заборава
2016 - 7. марта на седници Скупштине града Београда, одборници и одборнице су донели одлуку о постављању спомен обележја Јелени Шантић, у Парку мира Јелена Шантић у Београду
2016 - 18. октобра, на иницијативу Друштва за улепшавање Врачара, отворена је Спомен плоча Јелени Шантић, на ћошку Књегиње Зорке и Кичевске улице, Врачар, Београд.

## Хуманитарни рад Јелене Шантић
- 1995. године организује велики састанак мировних и хуманитарних организација у циљу прикупљања помоћи за избеглице из Крајине. Заједно са Аном Блак прикупила је средства за пакете хране, гардеробе и хигијенских средстава за око 1600 избегличких породица за шест месеци;
- 1997. године организовала је јавне разговоре, током којих су избеглице добијале све информације о месту, одакле су и програмима за повратак;
- 1999. године учествује у основању Југословенске акције, мреже невладиних организација синдиката и угледних појединаца који су током бомбардовања тражили прекид сукоба и успостављање мира, обраћајући се српским властима и јавности, албанским представницима, НАТО - у, Европској унији, Сједињеним Америчким Државама и Уједињеним нацијама.
- у њену част 2005. године основана је Фондација Јелена Шантић која за циљ има да промовише уметничке пројекте који у себи носе дух толеранције, очување мира, и оних друштвених вредности за које се и сама Јелена Шантић залагала.